# جسر الشيخ جابر الأحمد الصباح
جسر الشيخ جابر الأحمد الصباح يعد رابع أطول جسر من الجسور البحرية في العالم، إذ يبلغ طوله 49,900 كم او 163,700 قدم. يربط الكويت بمدينة الصبية مدينة الحرير الجديدة. ويهدف الجسر اختصار المسافة والوقت بين مدينة الكويت ومدينة الحرير الجديدة، إلى 15 دقيقة، بدلًا من الساعة الواحدة. ينقسم جسر الشيخ جابر الأحمد إلى وصلتين، الوصلة الأساسية باسم وصلة الصبية، والوصلة الأخرى باسم وصلة الدوحة.

## وصلة الصبية (الجسر الرئيسي)
جسر الشيخ جابر يبدأ من منطقة الشويخ باتصاله مع تقاطع طريق الغزالي السريع وشارع جمال عبد الناصر عابرًا جون الكويت شمالًا إلى منطقة الصبية بطول 37.5 كيلومتر تقريبًا بعدد 3 حارات لكل اتجاه مع حارة للطوارئ في كل جانب. كما يشمل على إنشاء جزيرتين اصطناعيتين (شمالية وجنوبية) بمساحة (30 هكتار أي 0.3 كم2) لكل جزيرة تحتوي على مباني لخدمات المرور، الطوارئ، والجهات المختصة لمراقبة وصيانة الجسر، ومحطة للتزويد بالوقود، ومرسى للقوارب. هذا بالإضافة إلى جسر الملاحة الرئيسي بارتفاع 23 متر بفتحة ملاحية 120 متر مخصصة لمرور السفن.

## وصلة الدوحة
جسر الدوحة يهدف إلى حل الإختناقات المرورية من منطقة الشويخ خاصة على طريق الغزالي السريع والناتجة عن حركة مرور شاحنات النقل الكبيرة الداخلة والخارجة لميناء الشويخ والعمل على تحويلها إلى طريق الدوحة. ويتراوح طول وصلة الدوحة 12.4 كيلومتر تقريبًا 

## هدف جسر الشيخ جابر
اختصار المسافة والزمن بين مدينة الكويت ومدينة الصبية (مدينة الحرير) الجديدة من ساعة إلى 15 دقيقة. تحقيقًا لرؤية الشيخ صباح الأحمد الجابر الصباح بتحويل دولة الكويت إلى مركز مالي وتجاري. وإلى جانب آخر تمكين مدينة الحرير من أن تكون مدينة المستقبل لدولة الكويت التي سوف تنير البلاد خلال العام 2035م.

## انظر ايضًا
- مدينة الكويت
- مدينة الحرير